# فرد س. كول
فرد س. كول (بالإنجليزية: Fred C. Cole)‏ هو أمين مكتبة أمريكي، ولد في 12 أبريل 1912 في فرانكلين في الولايات المتحدة، وتوفي في 6 مايو 1986 في تشابل هيل في الولايات المتحدة.